# Джули Бенц
Джули Бенц (на английски: Julie Benz) е американска актриса, носителка на награди „Сатурн“ и „Сателит“.

## Биография
Джули Мари Бенц е родена в Питсбърг, Пенсилвания, израснала е в Мърисвил и е завършила Регионалната гимназия във Франклин. Майка ѝ, Джоан Мари (родена Сиймилер), e фигуристка, а баща ѝ Джордж Бенц – младши е хирург в Питсбърг. Семейството се установява в близкия Мърисвил, когато Бенц е на две, а тя започва да се пързаля на кънки, когато е на три. Състезава се на шампионата на САЩ през 1988 г. в младежки танци на лед с партньора си по пързаляне Дейвид Шилинг и завършва на 13-то място. Когато Бенц е на 14, претърпява счупване на десния крак.

## Частична филмография
Кино
- 1997 – „Сестрите Абът“ (Inventing the Abbotts)
- 1997 – „Колкото толкова“ (As Good as It Gets)
- 1999 – „Опасна игра“ (Jawbreaker)
- 2003 – „Човекът от джунглата 2“ (George of the Jungle 2)
- 2005 – „8 мм 2“ (8 mm 2)
- 2008 – „Рамбо“ (Rambo)
- 2008 – „Убийствен пъзел 5“ (Saw V)
- 2008 – „Наказателят: Военна зона“ (Punisher: War Zone)
- 2009 – „Светците от Бундок 2: Денят на Вси Светии“ (The Boondock Saints II: All Saints Day)

Телевизия
- 1997 – 2000 – „Бъфи, убийцата на вампири“ (Buffy the Vampire Slayer)
- 1999 – 2000 – „Розуел“ (Roswell)
- 2000 – 2004 – „Ейнджъл“ (Angel)
- 2006 – 2010 – „Декстър“ (Dexter)
- 2010 – 2011 – „Необикновено семейство“ (No Ordinary Family)
- 2012 – – „Съпротива“ (Defiance)